# Berserk (manga)
Berserk (jap. ベルセルク Beruseruku) – manga z gatunku dark fantasy, której autorem jest Kentarō Miura. Osadzona w świecie bazującym na średniowiecznej Europie historia koncentruje się na losach Gutsa, osieroconego szermierza, i jego relacjach z Griffithem, przywódcą grupy najemników znanej jako Drużyna Sokoła. Seria opowiada o podróży Gutsa w poszukiwaniu zemsty na Grifficie, który go zdradził i poświęcił swoich towarzyszy, by stać się potężną demoniczną istotą. Pierwszy rozdział mangi ukazał się w sierpniu 1989 w nieistniejącym już magazynie „Gekkan Animal House”. W 1992 roku została przeniesiona do czasopisma „Young Animal”, gdzie Miura kontynuował jej publikację, aż do swojej śmierci w maju 2021. Ostatni rozdział jego autorstwa został opublikowany pośmiertnie we wrześniu tego samego roku. Seria została wznowiona w czerwcu 2022, pod nadzorem przyjaciela Miury, Kōjiego Moriego, oraz grupy asystentów i praktykantów Miury ze Studia Gaga.
Na podstawie mangi powstał serial anime stworzony przez studio OLM, który emitowano od października 1997 do marca 1998. W latach 2012–2013 ukazała się trylogia filmów animowanych wyprodukowanych przez Studio 4°C. Drugi serial anime, zanimowany przez studia GEMBA i Millepensee, był emitowany między lipcem 2016 a czerwcem 2017.
Do września 2023 seria sprzedała się w ponad 60 milionach egzemplarzy, co czyni ją jedną z najlepiej sprzedających się mang wszech czasów. W 2002 roku Berserk otrzymał nagrodę dla wybitnej mangi podczas 6. gali wręczenia nagród kulturalnych im. Osamu Tezuki. Manga zyskała powszechne uznanie, szczególnie za mroczną scenerię, fabułę, postacie i szczegółowe ilustracje Miury.

## Bohaterowie
- Guts (jap. ガッツ Gattsu)

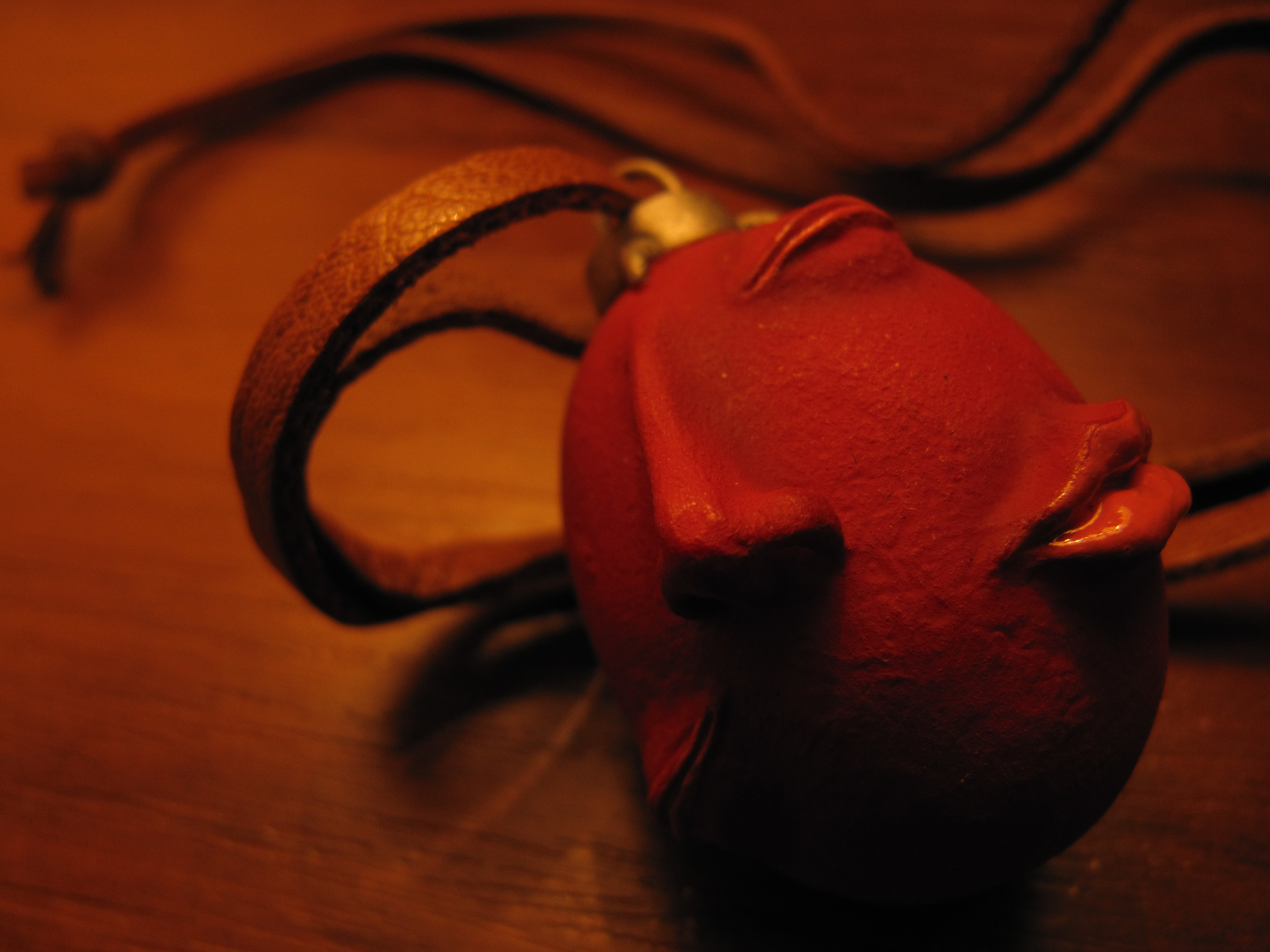
Karmazynowy beherit, jeden z kluczowych elementów serii.

Seiyū: Nobutoshi Canna (anime 1997), Hiroaki Iwanaga (filmy i anime 2016) 
Znany także jako Czarny Szermierz lub Zabójca Stu. Główny bohater anime i mangi. Na początku wydaje się osobą, dla której jedynym celem w życiu jest walka. Dopiero później poznajemy go jako wiernego przyjaciela i wspaniałego kompana. Jako niemowlę został znaleziony przez Sis, żonę najemnika o imieniu Gambino, w kałuży krwi i wód płodowych swojej matki, którą powieszono na drzewie. Od dziecka dorastał wśród oddziału najemników, szkolony przez swojego przybranego ojca na wojownika. Guts nie zagrzał jednak długo miejsca wśród najemników. Wojownicy patrzyli na niego z niechęcią uważając, że dziecko znalezione pod drzewem wisielców przynosi pecha. Pewnej nocy po dość dramatycznych wydarzeniach został zmuszony do opuszczenia oddziału. Kilka lat później Guts dołącza do Drużyny Sokoła, gdzie pełnił funkcję dowódcy jazdy szturmowej. Guts w Sokołach był prawą ręką Griffitha oraz człowiekiem od „mokrej roboty”. Po tym jak Drużyna Sokoła podczas wojny stuletniej przechyla zwycięstwo na stronę królestwa Midland, Guts opuszcza Sokoły. Gdy dochodzą do niego niepokojące wieści o uwięzieniu Griffitha i rozproszeniu Bandy postanawia wrócić. Wraz z Cascą, Pippinem i Judo odbijają Griffitha. Wkrótce potem Griffith podczas Zaćmienia skazuje na śmierć całą Drużynę Sokoła oraz gwałci Cascę. Guts przeżywa mimo poważnych ran (utrata ręki i oka), ale od tej pory poprzysięga zemstę Griffithowi i wszystkim Apostołom. Staje się Czarnym Szermierzem, przemierzającym świat, walczącym z Apostołami i potworami.
- Griffith (jap. グリフィス Gurifisu)

Seiyū: Toshiyuki Morikawa (anime 1997), Takahiro Sakurai (filmy i anime 2016) 
Znany także jako Biały Sokół. Dowódca Drużyny Sokoła. Charyzmatyczny, dumny i ambitny, wytrwale podąża do postawionego sobie celu. Jego marzeniem jest zdobycie własnego królestwa. Sprawia wrażenie sympatycznego i dobrodusznego, ale tak naprawdę jest zimny i wyrachowany, a przyjaciele są dla niego niczym innym jak pionkami na szachownicy. Griffith jest wysokim i bardzo przystojnym mężczyzną, mającym ogromne powodzenie wśród płci pięknej (i nie tylko), co często wykorzystuje. Po tym jak uwiódł księżniczkę Charlotte, został uwięziony w lochu, gdzie przez rok był torturowany, a jego oddział rozproszony. Zostaje w końcu odbity przez wiernych kompanów, ale jego stan fizyczny po rocznych torturach jest mocno opłakany. Poświęca swoich żołnierzy podczas Zaćmienia, stając się tym samym kolejnym członkiem Ręki Boga. Traci jednak swe fizyczne ciało, przez co od tej pory musi żyć w świecie astralnym jako Femto. Dzięki Demonicznemu Dziecku Gutsa i Caski odzyskuje swoją dawną postać. Od tej pory zbiera kolejną Drużynę Sokoła składającą się nie tylko z ludzi, ale także i Apostołów. Na jej czele stawia opór Imperium Kushan które najechało Królestwo Midland.
- Casca (jap. キャスカ Kyasuka)

Seiyū: Yūko Miyamura (anime 1997), Toa Yukinari (filmy i anime 2016) 
Jedyna kobieta w Drużynie Sokoła. Do czasu pojawienia się Gutsa była najlepszym wojownikiem Drużyny, zaraz po Grifficie. Casca jest osobą silną i zdecydowaną, ślepo oddaną Griffithowi. Jako młoda dziewczyna została zabrana z domu (mieszkała w ubogiej wiosce) przez szlachcica, który powiedział jej rodzicom, że da ich córce pracę w swoim zamku. Zamiast pomóc Casce, szlachcic chciał ją zgwałcić i prawie mu się to udało, gdyby nie Griffith, który dał dziewczynie miecz, żeby obroniła się przed napastnikiem. Wtedy po raz pierwszy Casca zabiła człowieka, a następnie dołączyła do powstającej dopiero Drużyny Sokoła. Gdy do Bandy dołączył Guts, Casca go znienawidziła, głównie za to, że straciła na jego rzecz rolę prawej ręki Griffitha, oraz to, że musiała go ogrzewać własnym ciałem po tym jak po pojedynku z Griffithem stracił on dużą ilość krwi. Ich późniejsze relacje wcale nie były lepsze, Casce nie podobało się postawa Gutsa oraz szacunek, jaki zdobył wśród innych najemników. Po tym jednak jak Guts uratował jej życie, zaczęła go coraz bardziej doceniać, aż wreszcie pojawiło się między nimi uczucie. Po uwięzieniu Griffitha dowodziła resztkami Drużyny Sokoła, brała też udział w odbiciu Griffitha z niewoli. Podczas Zaćmienia zostaje zgwałcona przez Griffitha, co skutkuje jej całkowitym obłąkaniem.
- Judo (jap. ジュドー Judō)

Seiyū: Akira Ishida (anime 1997), Yūki Kaji (filmy) 
Najemnik z Drużyny Sokoła. Zanim został najemnikiem był członkiem trupy cyrkowej. Sam o sobie mówi, że nie jest w niczym najlepszy, ale w większości dziedzin jest dobry. Jest świetnym szermierzem, świetnie rzuca nożami, zna się też trochę na medycynie. Jest osobą cichą i spokojną, zawsze chętnie służy pomocą swoim towarzyszom. Dobry przyjaciel Gutsa. Zakochany w Casce. Umiera na skutek ran odniesionych w walce z Apostołami, podczas Zaćmienia.
- Pippin (jap. ピピン Pipin)

Seiyū: Masuo Amada (anime 1997), Takahiro Fujiwara (filmy) 
Najemnik Drużyny Sokoła. Potężnie zbudowany, który w walce nie ma sobie równych. Jest bardzo małomówny (w ciągu całej serii powiedział zaledwie kilka słów), ale szczery, wiernie walczy w obronie przyjaciół. Opiekuje się Rickertem. Ginie podczas Zaćmienia.
- Rickert (jap. リッケルト Rikkeruto)

Seiyū: Akiko Yajima (anime 1997), Minako Kotobuki (filmy i anime 2016) 
Najmłodszy członek Drużyny Sokoła. Mimo dziecięcego wieku Rickert jest dobrym żołnierzem. Świetnie strzela z kuszy. Razem z Gutsem i Cascą, są jedynymi najemnikami, którzy przetrwali upadek Drużyny Sokoła. Po tym jak Banda została zniszczona, Rickert zamieszkał w chacie Godo i Eriki, gdzie opiekował się ciężko rannym Gutsem i Cascą, a później szkolił na kowala.
- Carkus (jap. コルカス Korukasu)

Seiyū: Tomohiro Nishimura (anime 1997), Yoshiro Matsumoto (filmy) 
Najemnik z Drużyny Sokoła. Kiedyś był dowódcą bandy złodziei. Nienawidził Gutsa, kilkakrotnie próbował go nawet zabić. Do końca pozostał wiernym Drużynie Sokoła, Zginął podczas Zaćmienia.
- Gaston (jap. ガストン Gasuton)

Seiyū: Masahito Kawanago (anime 1997), Kazuki Yao (filmy) 
Podwładny Gutsa, z oddziału jazdy szturmowej i jego zastępca. Podziwia i szanuje swojego dowódcę, i uważa go za wzór do naśladowania. Jego marzeniem jest otworzenie warsztatu krawieckiego. Ginie podczas Zaćmienia.
- Król Midland

Seiyū: Tamio Ōki (anime 1997), Nobuyuki Katsube (filmy) 
Władca Królestwa Midland. Początkowo bardzo ufał Griffithowi i jego żołnierzom, wierzył, że zakończą oni wojnę stuletnią na jego korzyść. Po zwycięstwie obsypał Griffitha i innych najemników zaszczytami, ale mimo tego skazał Griffitha na tortury po tym, jak ten uwiódł jego córkę.
- Charlotte (jap. シャルロット Sharurotto)

Seiyū: Yuri Shiratori (anime 1997), Aki Toyosaki (filmy) 
Córka króla Midlandu, zakochana w Grifficie. Była jednym z powodów, dla których Griffith upadł. Gdy armia Kushan zaatakowała Midland, została uwięziona przez Imperatora Ganishkę, ale odmówiła małżeństwa z nim. Ostatecznie została odbita przez Griffitha i Zodda, a niedługo potem stała się narzeczoną Griffitha i królową Midlandu.
- Julius (jap. ユリウス Yuriusu)

Seiyū: Ryūji Mizuno (anime 1997), Rikiya Koyama (filmy) 
Brat króla Midland. Uważał coraz wyżej pnącego się w hierarchii Griffitha i jego ludzi za poważne zagrożenie. Próbował nawet zamordować Białego Sokoła, lecz bezskutecznie. Wkrótce sam potem zginął zamordowany przez Gutsa, który działał z rozkazu Griffitha.
- Puck (jap. パック Pakku)

Seiyū: Kaoru Mizuhara (anime 2016) 
Elf towarzyszący Gutsowi. Guts uratował go przed śmiercią, a on od tamtego czasu wiernie mu towarzyszy (ku zgrozie Gutsa). Jego pyłek wielokrotnie leczył rany Gutsa, parokrotnie ratował też życie Czarnemu Szermierzowi. Guts go polubił, choć oficjalnie temu zaprzecza. Jest także postacią wprowadzającą do mangi mocny akcent humorystyczny.
- Isidro (jap. イシドロ Ishidoro)

Seiyū: Hiroyuki Yoshino (anime 2016) 
Kilkunastoletni chłopak towarzyszący Gutsowi. Marzy żeby zostać najlepszym wojownikiem na świecie, dlatego podąża za Gutsem, licząc że wiele się od niego nauczy. Podobnie jak Puck jest postacią humorystyczną.
- Schierke (jap. シールケ Shīruke)

Seiyū: Chiwa Saitō (anime 2016) 
Młoda adeptka magii. Mimo młodego wieku jest bardzo biegła w czarach. Po śmierci swojej mistrzyni przyłącza się do Gutsa i jego kompanii. Dzięki jej amuletom złe siły trzymają się z daleka od Gutsa i Caski. Uczy też czarów Farnese. Podkochuje się w Gutsie.
- Farnese de Vandimion (jap. ファルネーゼ・ド・ヴァンディミオン Farunēze do Vandimion)

Seiyū: Yōko Hikasa (anime 2016) 
Spadkobierczyni jednego z najbardziej prominentnych rodów szlacheckich. Początkowo była dowódcą Zakonu Rycerzy Świętych Żelaznych Łańcuchów, na czele którego tropiła Gutsa. Udało się jej nawet go schwytać i poddać torturom, ale Guts, dzięki pomocy Pucka, uciekł. Po tym jak była świadkiem walki Gutsa z apostołem, Lordem Mozgusem, zaczęła za nim podążać, gdyż jak sama twierdziła Guts zniszczył jej świat. Od tamtej pory bardzo się zmieniła, z dumnej i pysznej stała się cicha i pokorna. W kompanii Gutsa opiekuje się Cascą. Uczy się także czarów od Schierke. Dzięki niej kompania zdobyła przewóz na legendarną Wyspę Elfów.
- Serpico (jap. セルピコ Serupiko)

Seiyū: Kazuyuki Okitsu (anime 2016) 
Przyrodni brat oraz sługa Farnese. Jest zaradny i bystry, świetnie posługuje się bronią białą oraz jest bardzo przywiązany do swojej siostry. Od mistrzyni Schierke otrzymał magiczny miecz i płaszcz, które zapewniają mu władzę nad wiatrem.
- Gambino (jap. ガンビーノ Ganbīno)

Seiyū: Norio Wakamoto (anime 1997), Yasunobu Iwata (filmy) 
Przybrany ojciec Gutsa, nie darzył jednak swojego wychowanka ojcowskim uczuciem, a nawet sprzedał go za trzy srebrniki na jedną noc jednemu z najemników. Obwinia Gutsa za śmierć swojej ukochanej Sis. Zginął zabity przez Gutsa po tym, jak po pijanemu próbował go zamordować.
- Sis (jap. シス Shisu)

Przybrana matka Gutsa, kobieta Gambino. Trzy dni po poronieniu, podróżując razem z grupą najemników Gambino, pod drzewem wisielców znalazła dziecko. Postanowiła zabrać je ze sobą.Tym niemowlęciem był Guts. Trzy lata później zmarła na zarazę, a Gambino winą za chorobę obarczył Gutsa, jako przeklętego.
- Godo (jap. ゴドー Godō)

Seiyū: Ikuo Nishikawa (anime 1997), Takashi Inagaki (anime 2016) 
Kowal, który wykuwa broń i inne uzbrojenie dla Gutsa. Wykuł legendarny miecz Dragon Slayer.
- Erica (jap. エリカ Erika)

Seiyū: Yuki Masuda (anime 1997), Ayana Taketatsu (anime 2016) 
Przybrana córka Godo, którą znalazł na polu bitwy, przygarnął i wychował jak własne dziecko.
- Czaszkogłowy Rycerz (jap. 髑髏の騎士 Dokuro no Kishi)

Seiyū: Akio Ōtsuka (filmy i anime 2016) 
Jedna z najbardziej tajemniczych postaci, pojawiających się w mandze. Jest legendarnym królem Gaisericiem. Toczy zaciekłe pojedynki z Zoddem. Wielokrotnie pomagał Gutsowi oraz podobnie jak on walczy z Apostołami.
- Nosferatu Zodd (jap. 不死のゾッド Fushi no Zoddo)

Seiyū: Kenji Utsumi (anime 1997), Kenta Miyake (filmy i anime 2016) 
Najprawdopodobniej najstarszy z Apostołów. Od ponad trzystu lat widać go na polu bitwy, na którym nie ma sobie równych. Ma dwie formy: ludzką i drugą – przypominającą Mantikorę. Celem życiowym Zodda jest poszukiwanie godnych swojej potęgi przeciwników. Bardzo szanuje Gutsa, który jako jedyny wojownik od trzystu lat był go w stanie zranić. Przepowiedział upadek Griffitha, a po powstaniu „nowej” Drużyny Sokoła, pełni w niej podobną funkcję jak Guts w „starej”.
- Apostołowie

Demony na usługach Ręki Boga. Apostołowie byli niegdyś ludźmi, którzy weszli w posiadanie kamienia – amuletu zwanego Behelitem; za jego pomocą, poświęcając wszystkie cenne osoby w ich życiu by móc stać się demonami. Każdy z Apostołów ma dwie formy: ludzką oraz demoniczną.
- Ręka Boga

Grupa pięciu demonów, sług bożych, skrycie kierujących losami świata.

## Produkcja

### Rozwój
Podczas krótkiej pracy jako asystent Jōjiego Morikawy w wieku 18 lat, Miura miał już zaplanowane pomysły na rozwój Berserka, mając w swoim portfolio ilustrację mrocznego wojownika z gigantycznym mieczem, która była pierwszą koncepcją Gutsa. Miura przez około cztery lata składał manuskrypty do magazynu z shōnen-mangą, zanim zaczął pracować dla wydawnictwa Hakusensha; czuł jednak, że nie jest wystarczająco kompetentny, a redakcja również nie była zainteresowana publikowaniem serii science fiction lub fantasy. W 1988 roku, podczas współpracy z Buronsonem nad mangą Król wilków, Miura opublikował 48-stronicowy prototyp Berserka w magazynie „Gekkan ComiComi” wydawnictwa Hakusensha, który zajął drugie miejsce w 7. edycji konkursu Manga-School organizowanym przez ComiComi. Później zgłosił swoją pracę do magazynu, który wówczas „był na skraju upadku”, a on sam kilkukrotnie był przekazywany między różnymi redaktorami, zanim spotkał swojego pierwszego redaktora. Serializacja Berserka rozpoczęła się w 1989 roku na łamach czasopisma „Gekkan Animal House” wydawnictwa Hakusensha. Miura wspominał, że udało mu się rozpocząć serializację od razu po swoim debiucie, więc nigdy nie miał okazji otrzymać wielu uwag od redaktorów.

### Koncepcja i wpływy
Miura stwierdził, że inspiracja dla tytułu serii była zagmatwana w momencie jej tworzenia. Nie miał od początku zaplanowanych informacji o berserkerach ani o zbroi berserkera (która pojawiła się dopiero w rozdziale 222). Wybrał to słowo, mówiąc sobie, że „jego tajemniczy aspekt dobrze się przyjmie”. Miura powiedział, że tytuł był powiązany z wizerunkiem Gutsa, na który wpływ miał Mad Max, wyjaśniając: „Krótko mówiąc, zaczęcie od świata z mrocznym bohaterem, który pała żądzą zemsty, skłania cię do wyobrażenia sobie wściekłej postaci. Kiedy, kierowany swoim gniewem, wylewa tę wściekłość na dominujących przeciwników, musimy podkreślić jego fanatyzm, jeśli chcemy zachować spójność. Dlatego uznałem, że Berserk będzie idealnym tytułem oddającym moje uniwersum". Według Miury, sceneria dark fantasy w mandze była inspirowana filmem Conan Barbarzyńca z 1982 roku oraz serią Elryk z Melniboné. Autor zaznaczył, że nie postrzega dark fantasy jako odrębnego gatunku, lecz raczej jako odpowiednik ogólnego fantasy. Skomentował, że poza Japonią wielkie dzieła fantasy, takie jak Władca Pierścieni, zawierają mroczne elementy, natomiast w Japonii gatunek fantasy został spopularyzowany przez gry komputerowe, takie jak Dragon Quest, które były skierowane do dzieci i w związku z tym pozbawione mrocznych elementów. Jednak ponieważ Miura czerpał inspiracje z powieści, zanim poznał te gry, „naturalnie skierował się w stronę dark fantasy”.
Miura powiedział, że manga Pięść Gwiazd Północy autorstwa Buronsona i Tetsuo Hary była dziełem, które wywarło największy wpływ na jego twórczość, pomagając mu także rozwinąć własny styl artystyczny. Wymienił również animatora Yoshikazu Yasuhiko oraz mangakę Fujihiko Hosono jako wczesne inspiracje dla swojego stylu artystycznego. Historia i atmosfera serii inspirowane były mangą Violence Jack autorstwa Gō Nagaia oraz serią powieści Guin Saga autorstwa Kaoru Kurimoto. Manga Ranpo autorstwa Masatoshiego Uchizakiego posłużyła Miurze jako odniesienie przy tworzeniu teł. Miura powiedział, że jego ulubioną mangą było Dororo autorstwa Osamu Tezuki i że chciał stworzyć dzieło fantasy, które zawierałoby mroczne, „błotniste” i podobne do yōkai elementy. Stwierdził, że podstawy opowiadania historii nauczył się od George’a Lucasa, twórcy sagi Gwiezdne wojny, a jego ulubionym dziełem był tytułowy film z 1977 roku. Miura skomentował także wpływ mang shōjo na serię, stwierdzając, że chodzi o „silne wyrażanie każdego uczucia”. W szczególności wspomniał o wpływie Yumiko Ōshimy, a także o tym, że adaptacje anime Róża Wersalu i Ace o nerae!, obie wyreżyserowane przez Osamu Dezakiego, zainspirowały go do przeczytania mangi Róża Wersalu oraz dzieł Keiko Takemiyi, głównie Kaze to ki no uta.
Niektóre aspekty Gutsa (osobowość i wygląd) częściowo zostały zainspirowane przyjacielem Miury z liceum, a później również mangaką, Kōjim Morim, postacią Maxa Rockatansky’ego z filmu Mad Max oraz rolami Rutgera Hauera w filmach Ciało i krew, Łowca androidów, Autostopowicz i Krew bohaterów. Proteza ręki Gutsa była inspirowana Hyakkimaru z serii Dororo i tytułowym bohaterem mangi Cobra. Kurt, protagonista mangi Pygmalio autorstwa Shinjiego Wady, oraz ilustracja olbrzyma z mieczem przedstawiona w The Snow Queen (spin-offie serii Guin Saga), stanowiły inspirację do rozmiaru miecza Gutsa, Dragon Slayera, poprzez połączenie obu mieczy tych postaci. Miura wspominał, że rysując Dragon Slayera, chciał oddać efekt pięści Kenshirō lub Raō (Pięść Gwiazd Północy) „wylatującej ze strony”. Czuł jednak, że miecz Gutsa nie oddawał tego samego poczucia ciężaru, co pięść. Pragnął nadać mieczowi wrażenie „rozszerzenia rzeczywistości”, podobne do sposobu przedstawiania sztuk walki Hokuto Shinken w mandze Pięść Gwiazd Północy, czyniąc go jednocześnie wiarygodnym dla czytelników. Miura stwierdził, że „Czarny Szermierz” Guts był pierwszym elementem, na którym się skoncentrował, ale nie miał pomysłu na jego historię. Skupił się na rozwoju postaci aż do około trzeciego lub czwartego tomu, a dopiero później zaczął zastanawiać się, co doprowadziło go do zemsty.

### Częstotliwość wydawania
Berserk znany jest z licznych i często przedłużających się przerw, które trwają od końca 2006 roku. Po jednej z takich przerw opublikowano trzy kolejne rozdziały dotyczące dzieciństwa Gutsa, które ukazywały się w okresie od 8 czerwca do 13 lipca 2012; główna fabuła została wznowiona osiem miesięcy później, 12 października, po czym seria ponownie weszła w stan zawieszenia po rozdziale opublikowanym 28 grudnia tego samego roku. Miura zrobił sobie przerwę, aby pracować nad swoją sześciorozdziałową mini-serią Gigantomachia, a Berserk był publikowany sporadycznie od 11 kwietnia do 26 września 2014. Po dziesięciomiesięcznej przerwie manga została wznowiona 24 lipca 2015 i była wydawana co miesiąc do 27 listopada tego samego roku, zanim ponownie została zawieszona. Od 24 czerwca do 23 września 2016 była publikowana co miesiąc, po czym znów nastąpiła przerwa. Manga wróciła do publikacji w okresie od 24 marca do 23 czerwca 2017, a następnie była wydawana co miesiąc od 22 grudnia tego samego roku do 25 maja 2018. Cztery miesiące później, 24 sierpnia 2018, opublikowano kolejny rozdział, po czym nastąpiła ośmiomiesięczna przerwa. Dwa rozdziały zostały wydane 26 kwietnia i 23 sierpnia 2019. Trzy kolejne rozdziały zostały opublikowane odpowiednio 24 kwietnia, 22 lipca i 23 października 2020. Ostatni rozdział opublikowany za życia Miury ukazał się 22 stycznia 2021.

### Śmierć Miury i wznowienie serii
20 maja 2021 wydawnictwo Hakusensha ogłosiło, że Miura zmarł 6 maja w wieku 54 lat z powodu tętniaka rozwarstwiającego, stawiając przyszłość serii pod znakiem zapytania. Pośmiertny, 364. rozdział został opublikowany w magazynie „Young Animal” 10 września tego samego roku, będąc ostatnim rozdziałem stworzonym przez Miurę. Członkowie studia Miury, Studio Gaga, które składało się z niego samego oraz grupy asystentów i praktykantów, pracowali nad ukończeniem manuskryptu tego rozdziału. Numer magazynu był poświęcony pamięci Miury i zawierał specjalną broszurę „Wiadomości do Kentarō Miury” oraz plakat ze „słynnymi scenami” z mangi. W tym samym numerze wydawnictwo Hakusensha poinformowało, że przyszłość serii pozostaje niepewna i że priorytetem dla zespołu będzie „zawsze to, co on sam by pomyślał, gdyby wciąż był z nami”. W posłowiu do 41. tomu mangi (wydanego w grudniu 2021) redakcja „Young Animal” zaznaczyła, że losy mangi nadal pozostają nierozstrzygnięte.
7 czerwca 2022 wydawnictwo Hakusensha i Kōji Mori ogłosili, że seria będzie kontynuowana, opierając się na planach i przemyśleniach, które Miura przekazał bezpośrednio Moriemu, a także na notatkach i projektach postaci pozostawionych przez Miurę. Mori opowiedział, jak niemal 30 lat temu odwiedził Miurę, gdy ten rysował „Zaćmienie”, oraz jak jego przyjaciel w tamtym tygodniu ukończył fabułę mangi do ostatniego rozdziału. Mori wyjaśnił, że fabuła Berserka rozwijała się od tamtego czasu „dokładnie tak, jak wtedy omówiliśmy, niemal bez żadnych zmian”. Jako jedyna osoba, która zna zakończenie zamierzone przez Miurę, Mori zgodził się kontynuować serię i obiecał: „Będę pisał tylko te rozdziały, o których Miura ze mną rozmawiał. Nie będę ich rozwijał. Nie napiszę rozdziałów, których nie pamiętam wyraźnie. Będę pisał jedynie dialogi i historie, które opisał mi Miura”.
W wywiadzie z 2023 roku, z okazji wydania 42. tomu, Mori powiedział, że Miura „był geniuszem mangi przepełnionym talentem” oraz że „miał determinację, by doprowadzać sprawy do końca, a także niezwykłą umiejętność rysowania, tworzenia historii i skutecznego stosowania środków narracyjnych”. Z tego powodu Mori początkowo uznał, że kontynuacja serii bez Miury jest niemożliwa, jednak zmienił zdanie po spotkaniu z członkami Studia Gaga, którzy pracowali pod kierownictwem Miury, aby dopracować niedokończony ostatni rozdział Berserka, nad którym pracował Miura. Mori wspominał, że pomyślał: „Myśl, że Miura byłby na mnie wściekły za to, że nic nie robię, zmotywowała mnie do podjęcia decyzji”. Odnosząc się do przejęcia serii po Miurze, Mori stwierdził, że nadal ma mieszane uczucia: „To co robię może być niewybaczalne, teraz, gdy Miury już nie ma”, jednocześnie podkreślając: „Nigdy nie dodam niczego od siebie. Po prostu będę pamiętał i przekazywał to, co powiedział mi Miura”.

## Manga
Pierwszy rozdział mangi ukazał się 25 sierpnia 1989 w magazynie „Gekkan Animal House” wydawnictwa Hakusensha. W 1992 roku została ona przeniesiona do czasopisma „Young Animal”. Miura kontynuował nieregularną publikację serii w aż do swojej śmierci w maju 2021. W czerwcu 2022 publikacja została wznowiona pod nadzorem jego przyjaciela, Kōjiego Moriego, rysowana jest zaś przez Studio Gaga, składające się z asystentów i praktykantów Miury. Pierwszy tom tankōbon ukazał się 26 listopada 1990, według zaś stanu na 29 września 2023, do tej pory wydano 42 tomy.
W Polsce prawa do dystrybucji nabyło wydawnictwo Japonica Polonica Fantastica.

## Anime

### Pierwsza seria (1997–1998)
Manga została zaadaptowana na 25-odcinkowy telewizyjny serial anime wyprodukowany przez Nippon Television i VAP. Za animację odpowiadało studio Oriental Light and Magic, za reżyserię Naohito Takahashi, projekty postaci przygotował Yoshihiko Umakoshi, a muzykę skomponował Susumu Hirasawa. Seria była emitowana w stacji Nippon TV od 8 października 1997 do 1 kwietnia 1998. Motywem otwierającym jest „Tell me Why” w wykonaniu Penpals, a końcowym „Waiting so long” autorstwa Silver Fins. W Polsce serial jest dostępny za pośrednictwem platformy Netflix.

### Trylogia filmowa
Wraz z wydaniem 35 tomu mangi ogłoszono powstanie nowego projektu anime. Później poinformowano, że będzie to trylogia filmów kinowych wyprodukowana przez Studio 4°C w reżyserii Toshiyukiego Kubooki. Pierwszy, zatytułowany Berserk ōgon jidai-hen I: Haō no tamago (jap. ベルセルク 黄金時代篇Ⅰ 覇王の卵), miał premierę w Japonii 4 lutego 2012. Drugi film, Berserk ōgon jidai-hen II: Doldrey kōryaku (jap. ベルセルク 黄金時代篇Ⅱ ドルドレイ攻略), został wydany w Japonii 23 czerwca 2012. Premiera trzeciego filmu, zatytułowanego Berserk ōgon jidai-hen III: Kōrin (jap. ベルセルク 黄金時代篇III 降臨), odbyła się zaś 1 lutego 2013. Zremasterowane wydanie telewizyjne, oznaczone jako „Memorial Edition”, było emitowane od 2 października do 25 grudnia 2022.

### Druga seria (2016–2017)

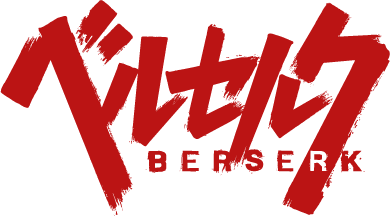
Logo serialu anime z 2016

22 grudnia 2015 redakcja magazynu „Young Animal” zapowiedziała powstanie nowego serialu anime. Seria została wyprodukowana przez studio Liden Films i zanimowana przez studia GEMBA i Millepensee. 12-odcinkowe anime było emitowane na antenach Wowow i MBS w bloku Animeism od 1 lipca do 16 września 2016. Motywem otwierającym jest „Inferno” w wykonaniu 9mm Parabellum Bullet, końcowym zaś „Meimoku no kanata” (jap. 瞑目の彼方) autorstwa Nagi Yanagi.
Emisja drugiego sezonu rozpoczęła się 7 kwietnia i zakończyła 23 czerwca 2017, licząc 12 odcinków. Motyw otwierający, zatytułowany „Sacrifice”, wykonało 9mm Parabellum Bullet, końcowy zaś, „Issai wa monogatari” (jap. 一切は物語), zaśpiewały Yoshino Nanjō i Nagi Yanagi.

## Gry komputerowe
Na podstawie serii powstały dwie gry komputerowe stworzone przez Yuke’s. Pierwsza z nich, zatytułowana Sword of the Berserk: Guts’ Rage (jap. ベルセルク 千年帝国の鷹篇 喪失花の章 Beruseruku sennen teikoku no taka hen wasurebana no shō), została wydana w Japonii na konsolę Dreamcast pod koniec 1999 roku przez ASCII Corporation. Eidos Interactive odpowiadało z kolei za dystrybucję na rynkach zachodnich, na których gra ukazała się na początku 2000 roku.
Druga gra, Berserk: Millennium Falcon hen seima senki no shō (jap. ベルセルク 千年帝国の鷹篇 聖魔戦記の章 Beruseruku sennen teikoku no taka hen seima senki no shō), została wydana przez Sammy Corporation w 2004 roku na konsolę PlayStation 2. Produkcja ukazała się wyłącznie w Japonii.
Spin-off serii Dynasty Warriors o tematyce Berserka, zatytułowany Berserk and the Band of the Hawk (jap. ベルセルク無双 Beruseruku musō), został wydany w Japonii 27 października 2016. W Ameryce gra ukazała się 21 lutego 2017, a w Europie trzy dni później. Na Zachodzie produkcja została wydana na platformach PlayStation 4, PlayStation Vita i PC poprzez Steam, a w Japonii także na konsolę PlayStation 3.